# Colonia San Miguel Chapultepec

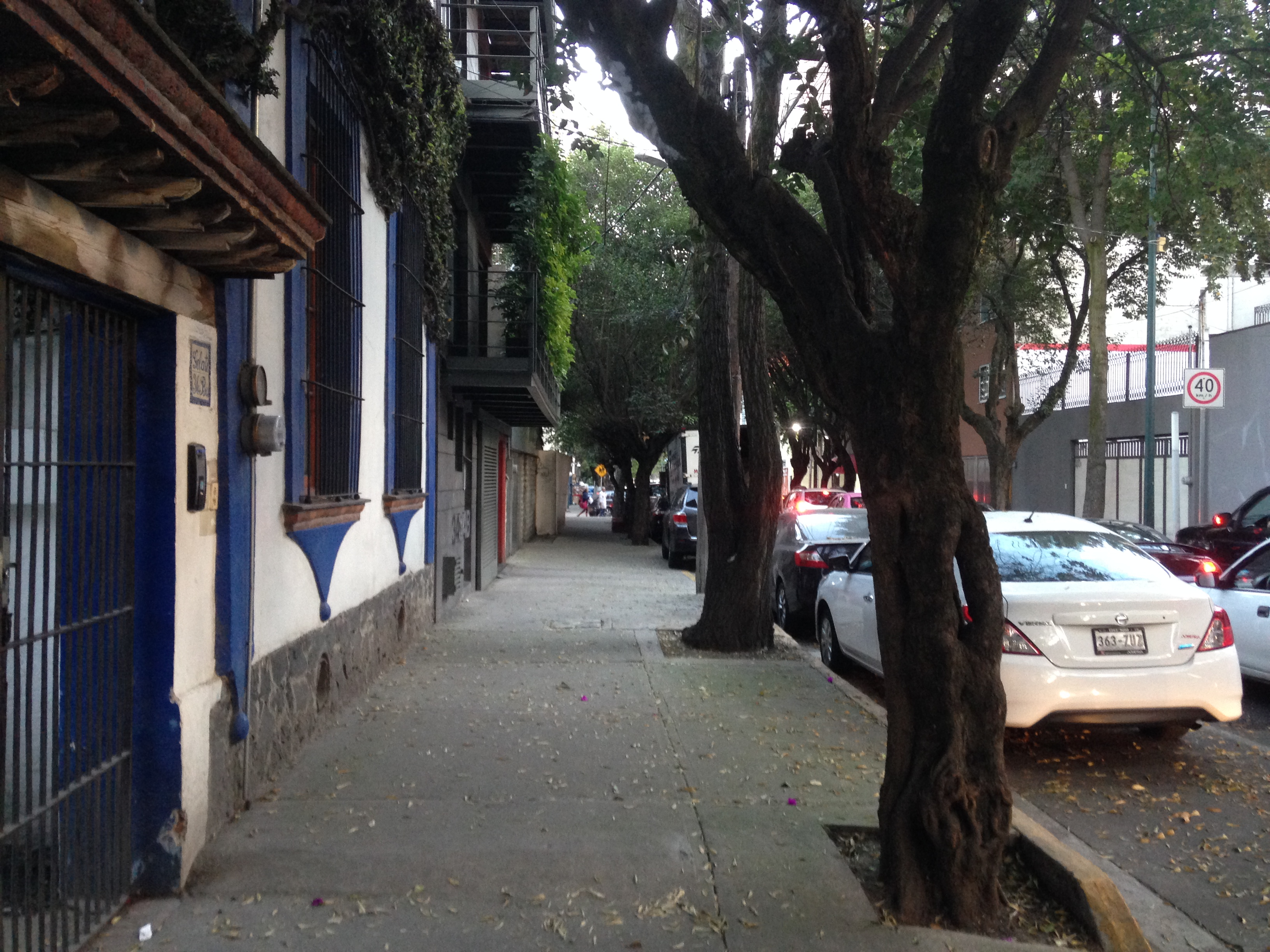
La zona norte de San Miguel Chapultepec, caracterizada por su buen estado de conservación arquitectónica y urbana y su población de clase media y media baja, se ha visto impactada por la explosión inmobiliaria y gentrificación de la limítrofe colonia Condesa.

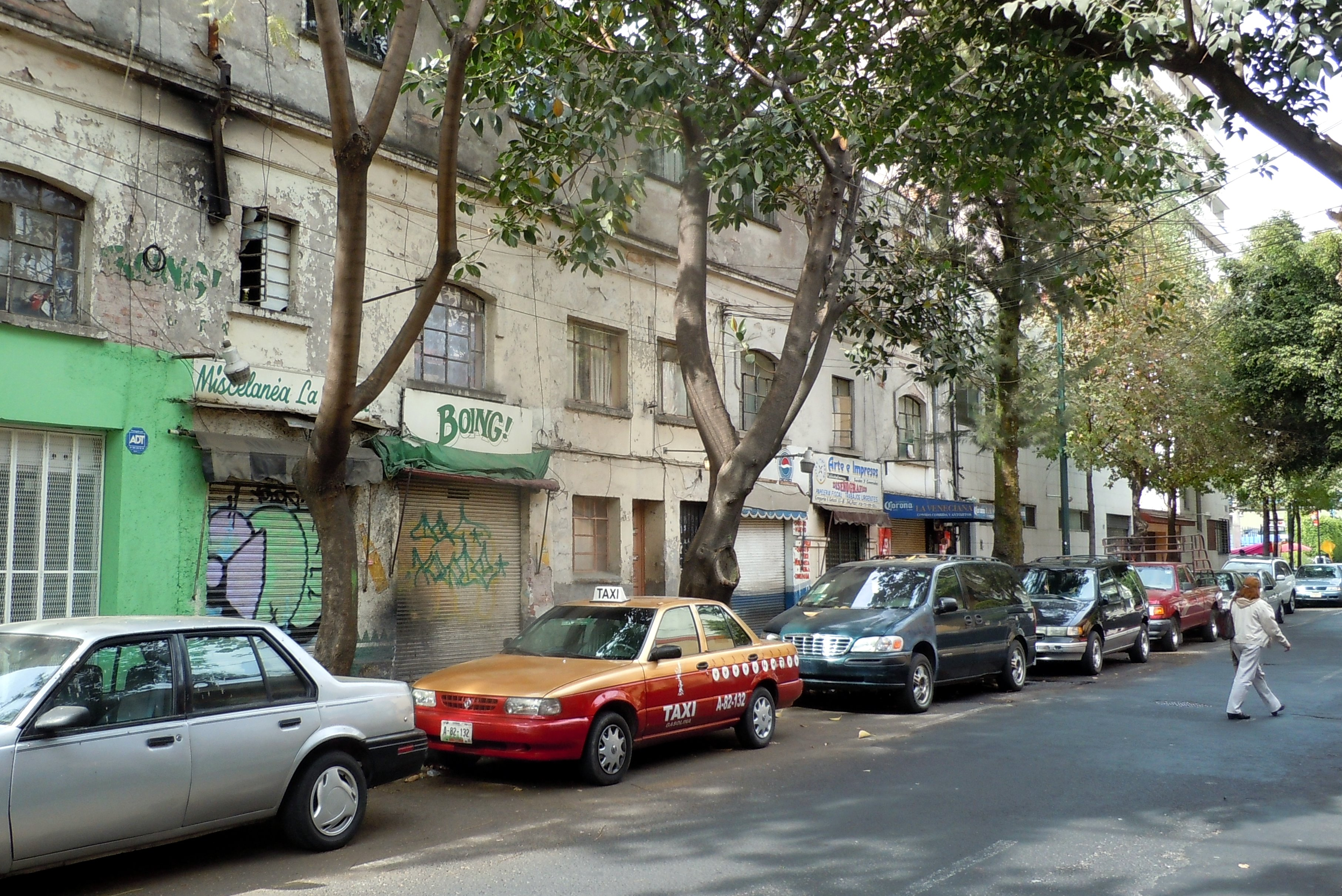
Calle cerca del barrio de Tacubaya. Los extremos y el sur de la colonia San Miguel Chapultepec aún cuentan con un ambiente de barrio y alojan a clases populares.

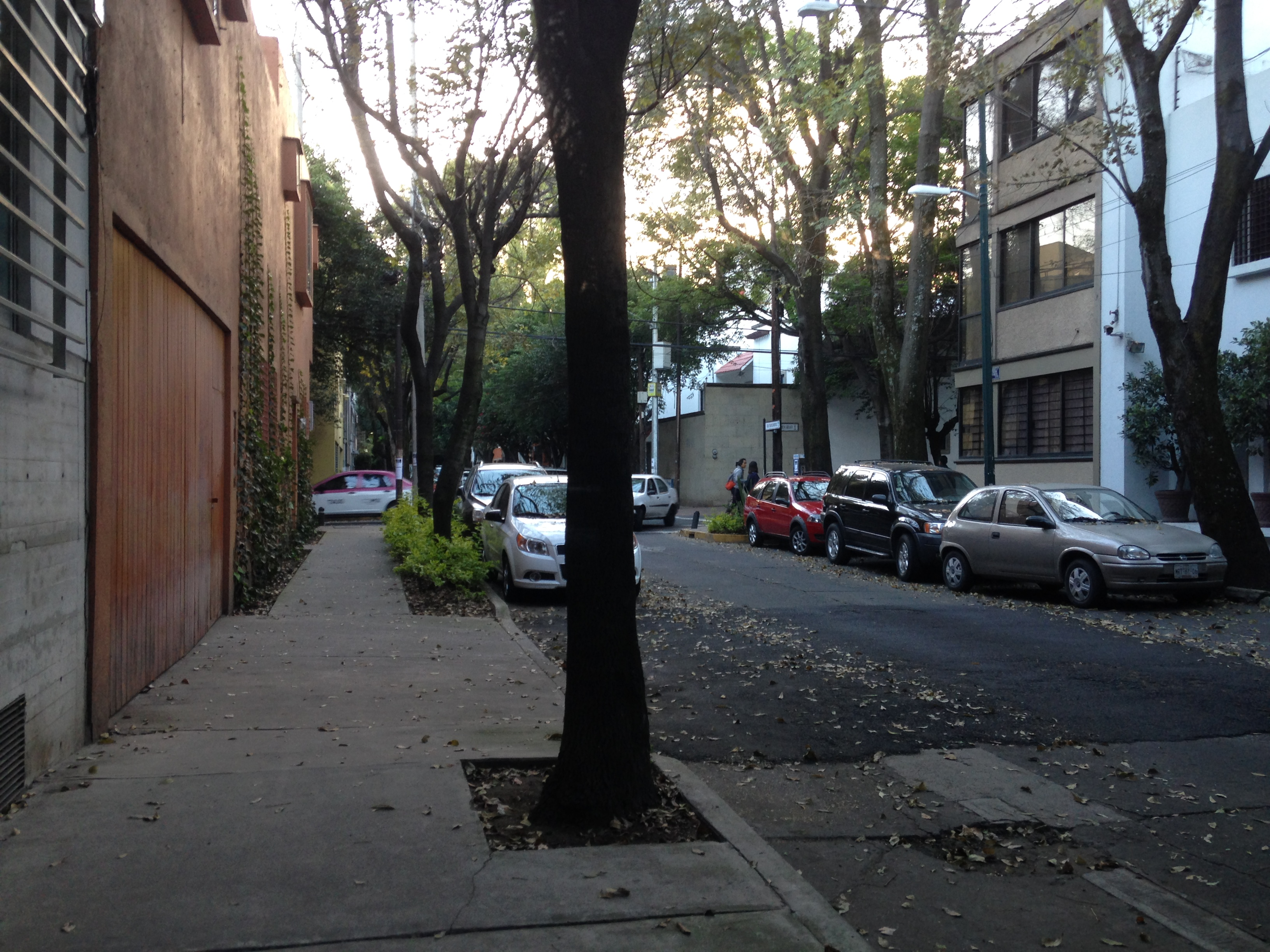
La colonia San Miguel Chapultepec conserva muchos edificios de estilo Mexicano Contemporáneo, popularizado por el arquitecto Luis Barragán, cuya residencia se encuentra aún en el vecino barrio de Tacubaya.

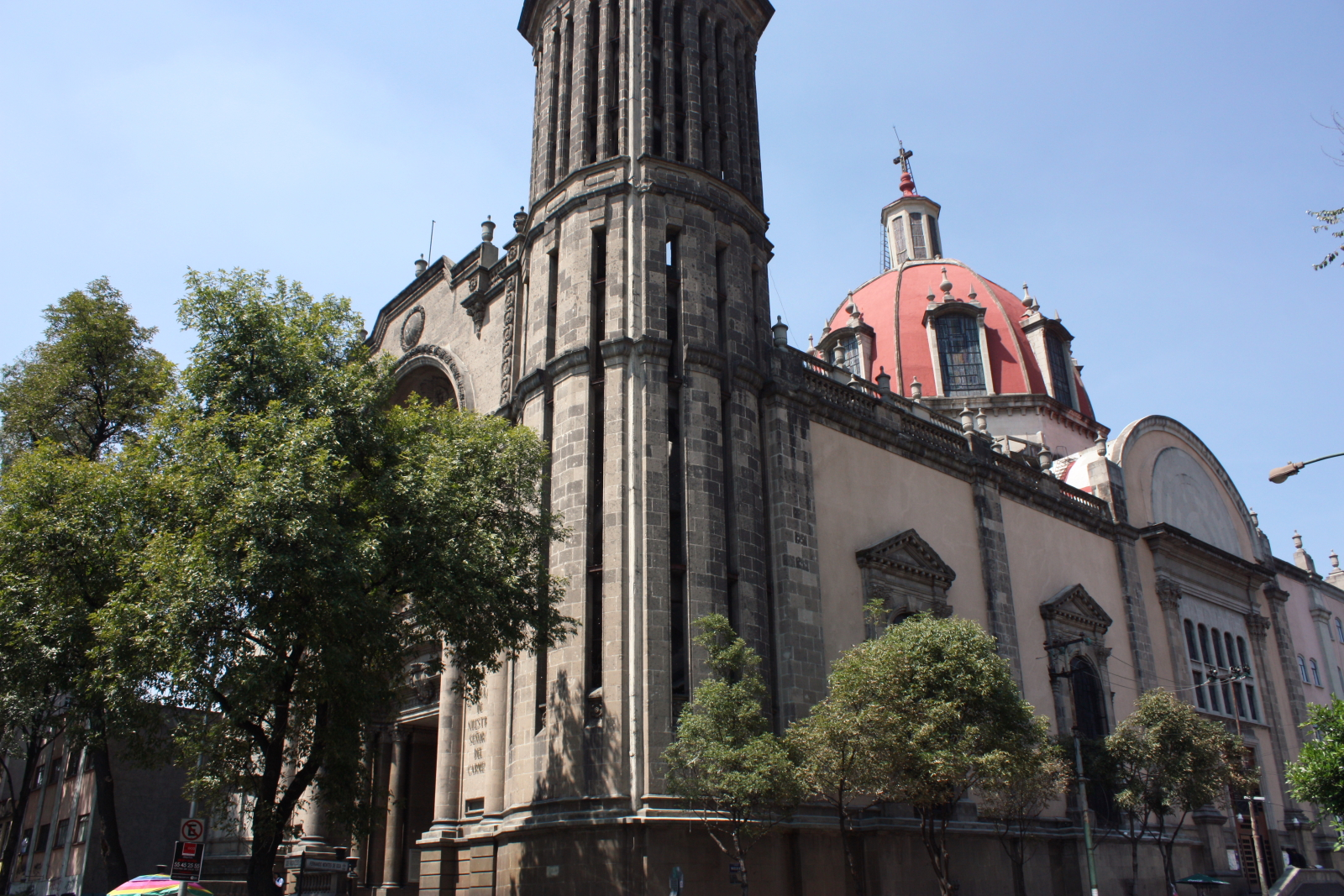
Santuario Parroquial de Nuestra Señora del Carmen "La Sabatina"

San Miguel Chapultepec es una colonia en la alcaldía Miguel Hidalgo de la Ciudad de México. Cuenta con edificaciones de valor histórico y arquitectónico importante.

## Geografía
Sus límites geográficos son:
- avenida Constituyentes y avenida Chapultepec a su poniente, limitando con el Bosque de Chapultepec
- el Circuito Interior José Vasconcelos y avenida Jalisco a su sureste, limítrofe con la Condesa (cols. Condesa e Hipódromo Condesa) y Tacubaya
- Parque Lira a su suroeste, limítrofe con las colonias Ampliación Daniel Garza, Observatorio y Tacubaya

Las calles de la colonia llevan los nombres de generales y gobernadores de México. Los edificios consisten principalmente de casas, sean actualmente casas particulares u oficinas. Al encontrarse entre diversas vialidades de gran tamaño tales como Circuito Interior, avenida Constituyentes, y los ejes viales 2 y 4 sur, se reporta una saturación de la colonia con respecto al tránsito vehicular.

## Historia
A mediados del siglo XX, las huertas de las familias Barrón, Escandón y De Teresa se fraccionaron con fines comerciales y dieron paso a las colonias San Miguel Chapultepec, Escandón y San Pedro de los Pinos (esta última ahora en la alcaldía Benito Juárez).
Los actuales terrenos de la colonia San Miguel Chapultepec constituyeron los límites agrícolas de las cercanas zonas de Tacubaya y Chapultepec. Al ser fraccionada se realizó una de las primeras expansiones de la Ciudad de México al oeste resultando en un sitio que conserva con construcciones eclécticas de principios del siglo XX, hasta sus casas neocoloniales y art déco, las cuales son muestra de su tradición que se remonta a más de cien años en el tiempo siendo testigo de 
En los últimos años esta colonia se ha visto beneficiada por la expansión inmobiliaria de la colonia Condesa que ha motivado el rescate de sus antiguos espacios y la construcción de nuevos edificios de departamentos con lofts y terrazas, así como la apertura de cafés y galerías una de las más prestigiadas del mundo que en conjunto están revitalizando de nuevo las calles de esta agradable zona de la ciudad.

## Demografía
El INEGI informó que en 2005 los habitantes de la colonia eran 7 605.

## Cultura

### Patrimonio
Según la cronista oficial de la delegación María Bustamante Harfush, la colonia tiene cientos de edificaciones con valor histórico y arquitectónico importante. Algunos ejemplos son Protasio Tagle 94, la casa sobre José Vasconcelos 92 y la de Pedro Antonio de los Santos 84, conocida como Casa del Tiempo y administrada por la Universidad Autónoma Metropolitana.
En la colonia están la parroquia de San Miguel Arcángel y el Santuario Parroquial de Nuestra Señora del Carmen "La Sabatina", este último una imponente obra en estilo neoclásico que posee una de las cúpulas más vistosas de la ciudad.
Aunque está ubicado en el Bosque de Chapultepec, el Complejo Cultural de Los Pinos, residencia presidencial de México de 1936 a 2018, tiene una dirección en la colonia San Miguel Chapultepec.

## Galerías artísticas
En la zona de San Miguel Chapultepec se encuentran diversas galerías de arte, entre ellas:
- Galería de Arte Mexicano
- Galería Enrique Guerrero
- kurimanzutto
- Patricia Conde Galería
- RGR Art
- Le Laboratoire
- JO-HS

## Transporte público
En los límites de la colonia están ubicada las estaciones Chapultepec, Juanacatlán  y  de la Línea 1 del Metro de la Ciudad de México; Constituyentes de la Línea 7 y Tacubaya de la 1, 7 y 9.
Metrobús Línea 2 sirve Eje 4 Sur hasta Tacubaya con paradas en De La Salle, Parque Lira, Tacubaya y Antonio Maceo (esq. Jalisco).
En la colonia hay Ecobici, el servicio para prestar bicicletas.

## Residentes célebres
- Fanny Rabel (1922-2008). Destacada artista mexicana de origen polaco. Discípula de Frida Kahlo, Diego Rivera y David Alfaro Siqueiros, Rabel es considerada la primera mujer muralista de México. Por décadas vivió en un departamento/estudio en la calle Martínez de Castro en San Miguel Chapultepec.

- Ignacio Trelles Campos (1916-2020). Destacado y exitoso director técnico mexicano de fútbol. Es, junto con Ricardo Ferretti, el entrenador con más títulos de Liga MX, con 7. Vivió una parte de su juventud en San Miguel Chapultepec.[9]

- Guillermo Allier (1935-). Destacado badmintonista internacional mexicano. Fue cuatro veces campeón nacional de México y tres veces convocado a la Selección Mexicana para disputar la Copa del Mundo de bádminton. Vivió en San Miguel Chapultepec.